# Jakob Keyser
Jakob (Josef Alois Anton) Keyser (auch Jakob Kaiser) (* 19. April 1818 in Stans; † 18. Dezember 1876 in Bern) war ein Schweizer Politiker. Von 1857 bis 1861 und erneut von 1868 bis 1876 gehörte er dem Ständerat an.

## Leben
Der Sohn des Spitalherrn Alois Franz Josef Keyser (Kaiser) wurde auf dem Landsitz Turmatt in Stans geboren. Nach der Primarschule in seinem Heimatort wechselte Keyser 1831 in die Klosterschule Rheinau und 1834 ins Jesuitenkolleg St. Michael in Freiburg im Üechtland. Nach dem Abschluss der Schulbildung kehrte er zurück nach Stans, wo er sein Interesse für Malerei und Musik auslebte. Daher war Keyser lange Zeit Mitglied der Musikgesellschaft.
Als Vertreter eines konservativen Katholizismus war Keyser Offizier im Kampf gegen die Freischaren und im Sonderbundskrieg im Rang eines Oberleutnants Adjutant von Oberst Elgger.
Nach der Niederlage des Sonderbunds beendete Keyser seine Militärkarriere und wandte sich der Politik zu. Zwischen 1850 und 1856 war er Landrat, danach von 1856 bis 1874 Regierungsrat des Kantons Nidwalden und auf kantonaler Ebene Polizei-, Verhör- und Kassationsrichter.
Auch auf lokaler Ebene mischte Jakob Keyser politisch mit. In den Jahren von 1856 bis 1868 war er Gemeinderat und von 1862 bis 1866 sogar Gemeindepräsident von Stans. Auch auf Bundesebene bekleidete er ein politisches Amt, das Amt eines Ständerats. Zwischen dem 9. Juni 1857 und dem 1. Juni 1861 und erneut vom 6. Juli 1868 bis zu seinem Tod am 18. Dezember 1876 war er der Ständevertreter des Kantons Nidwalden.
Jakob Keyser hatte zahlreiche weitere Funktionen in Kommissionen und wurde 1876 Vizepräsident des Verfassungsrats. Zwischen 1858 und 1876 war er Mitglied im Verwaltungsrat der EKN (heute NKB), von 1872 bis 1875 Verwaltungsrat der Rentenanstalt und von 1856 bis 1862 Zuchthausverwalter.
Jakob Keyser heiratete 1849 Maria Durrer (1808–1855). Sie hatten gemeinsam drei Töchter.